# I Maghi - I racconti di Arcadia
I Maghi - I racconti di Arcadia (Wizards: Tales of Arcadia) è una serie televisiva d'animazione fantasy creata per Netflix da Guillermo del Toro, prodotta da DreamWorks Animation e Double Dare You Productions. Questa serie è la terza parte della trilogia I racconti di Arcadia, dopo Trollhunters e 3 in mezzo a noi.

## Trama
Dopo gli eventi di Trollhunters e 3 in mezzo a noi, Hisirdoux "Douxie" Casperan che è stato segretamente l'apprendista di Merlino per più di nove secoli ed il suo famiglio, il gatto-drago Archie, devono reclutare gli eroi di Arcadia per viaggiare indietro nel tempo fino alla Camelot del XII secolo. Una volta arrivati i protagonisti assistono agli eventi che portarono alla forgiatura dell'amuleto del Cacciatore di Troll, alla trasformazione di Morgana nella Pallida Signora e alla battaglia del ponte di Killahead. Tuttavia, il loro arrivo nel passato ha conseguenze inaspettate e ora devono garantire che la storia si svolga come previsto. Una volta tornati nel presente, devono trovare un modo per salvare Jim da una pericolosa corruzione magica che lo sta infettando, proteggere i loro amici e affrontare il malvagio Ordine Occulto che intende rompere i Sigilli della Genesi, distruggendo il mondo per poi ricrearlo daccapo, eliminando per sempre l'umanità.

## Episodi
La serie è composta da soli 10 episodi.

### Stregati
Alla fine del XII secolo, Merlino sorprende il suo apprendista Hisirdoux "Douxie" Casperan nell'atto di usare la magia per finire le sue faccende. Douxie vorrebbe essere "un vero mago come Merlino, con un bastone e tutto il resto", ma Merlino gli dice che ci vuole tempo per padroneggiare la magia necessaria per averne uno.  Al giorno d'oggi ad Arcadia, Douxie e il suo famiglio, Archie, vengono convocati da Merlino dopo secoli di attesa. Qualcosa di terribile sta accadendo e Douxie viene incaricato di radunare gli eroi di Arcadia. Tuttavia, Archie può trovare solo Tobias Domzalski, Steve Palchuk e Aarrrgh il troll e li porta nella loro tana segreta nascosta in una libreria. Lì, loro e Merlino vengono attaccati da mostruosi mephit ombra e da una strana figura in armatura medievale verde, il Cavaliere Verde, prima di fuggire su un dirigibile che Merlino evoca da un globo di neve. I ragazzi si riuniscono con Claire Nuñez e Blinky nel castello di Camelot - ora una fortezza aerea volante alimentata dal misterioso Cuore di Avalon - dove scoprono che Jim Lake Jr., il Trollhunter, è stato attaccato con un frammento di onice brandito dal misterioso Cavaliere Verde, che Merlino scopre essere in qualche modo collegato alla sua apprendista caduta e acerrima nemica, Morgana le Fay. Il frammento di onice che ha ferito Jim lo sta lentamente uccidendo, quindi Merlino lo ha racchiuso in un cristallo verde per bloccarne il progresso. Improvvisamente, l'Ordine Occulto - una malvagia organizzazione di stregoni portata dal Cavaliere Verde - attacca Camelot, uccidendo Sir Galahad e costringendo Merlino e la sua misteriosa ospite Luce ad aprire una spaccatura nel tempo.  Tuttavia, durante l'attacco, Claire, Steve, Douxie e Jim cadono tutti nel passato e si risvegliano nella foresta di Camelot, dove si confrontano con Sir Lancillotto e i suoi uomini.

### Una pagina di storia
Dopo il loro atterraggio di fortuna a metà del XII secolo, Jim si libera dal cristallo e si ritrova vivo, nonostante il frammento di onice dell'incantesimo del Cavaliere Verde sia ancora incastrato nel suo petto. Tuttavia, poiché è mezzo troll e si pietrifica alla luce del giorno come tale, i Cavalieri catturano lui, Claire, Douxie e Steve e li portano da Re Artù e alla sua corte, che include sua sorella Morgana, cosa che fa infuriare Claire perché nel futuro la strega tenterà di possedere il corpo di Claire (in Trollhunters).  Tuttavia, Douxie e Morgana convincono Artù a risparmiare la vita di Jim, anche se finisce intrappolato in una prigione con altri troll, e Morgana adotta Claire come sua nuova ancella (segretamente interessata alla magia oscura di Claire che ha usato per salvare Jim), mentre Steve si allena per diventare un cavaliere sotto la guida di Lancillotto. Successivamente Jim e la sua nuova amica troll Cabiria evadono e scappano nei boschi. Nel frattempo, Douxie torna nel suo vecchio spazio vitale e cerca l'aiuto di Merlino del passato per accedere alla mappa del tempo per riportarli a casa ad Arcadia senza alterare ulteriormente la linea temporale.

### Caccia alle streghe
Douxie e Claire lavorano di nascosto per far riconciliare Artù e Morgana, ma Merlino e Archie del passato tentano di fermarli per impedire che cambino la linea temporale. Nel frattempo, Jim e gli altri troll che sono stati liberati ora vivono nei boschi selvaggi, protetti da un giovane Gunmar e da suo figlio Bular. Tuttavia, nonostante gli sforzi del gruppo, Cabiria viene ferita, Bular viene catturato dai cavalieri e Morgana, infuriata per la testardaggine di Artù, si rivolta contro il resto della gente di Camelot quando cercano di uccidere Jim e Claire davanti a lei. Ma, mentre combattono, Artù taglia la mano sinistra di Morgana con Excalibur e la osserva mentre cade verso la morte da una scogliera e scompare nelle acque sottostanti.
Alla fine, Artù e Claire piangono la morte di Morgana mentre Jim incontra una versione più giovane di Blinky.

### La dama del lago
Merlino guida un gruppo disordinato in missione per raccogliere i pezzi rotti di Excalibur. Nel frattempo, Claire ha incubi su Morgana e la sua magia oscura sembra diventare più forte, mentre Jim cerca di convincere un giovane Blinky che sono dalla stessa parte quando un malvagio Aarrrgh attacca il santuario dei troll di Dwoza. Alla fine, dopo aver insegnato a Claire a controllare la sua magia dell'ombra senza il bastone di Morgana, il gruppo di Douxie incontra Nimue, la Dama del Lago, che si rivela essere una feroce kraken. Rivela agli adolescenti che Merlino l'ha intrappolata nella grotta dopo che gli aveva dato Excalibur e li ha attaccati nel tentativo di vendicarsi. Dopo aver abbattuto il muro della caverna con uno dei suoi incantesimi, Douxie si guadagna la fiducia di Nimue e lei accetta di riparare Excalibur.  Nel finale dell'episodio, Angor Rot scopre il corpo di Morgana e la porta nella grotta dell'Ordine Occulto, che la fa rivivere e le dà una nuova mano sinistra per sostituire la sua vecchia.

### Battaglia reale
Dopo essere stata rianimata dall'Ordine Occulto, Morgana ottiene nuovi poteri e un'armatura da battaglia d'oro e si soprannomina la Pallida Signora, giurando di vendicarsi. Nel frattempo, Douxie continua ad addestrare Claire quando sente Morgana complottare nel Regno delle Ombre e la contatta accidentalmente. Essendo scampati a malapena alle loro vite, Archie e Claire devono formare un contrattacco per quando Morgana tornerà a Camelot. Nel frattempo, Jim e Cabiria cercano di difendere Dwoza da Gunmar e dal suo generale Aarrrgh, che sono arrabbiati per il fatto che Bular sia tenuto prigioniero a Camelot.  Le azioni di Jim ispirano sia Blinky che suo fratello Dictatious a guidare una rivolta per respingere la presenza di Gunmar nel loro villaggio e Cabiria cattura con successo Aarrrgg. Jim suggerisce di riabilitare Aarrrgh e Vendel, il futuro leader del Mercato dei troll, mette il generale caduto sotto la vigile cura di Blinky.
Di ritorno a Camelot, Claire indossa la sua armatura e si finge un cavaliere di nome Sir "Clairee", mentre smaschera un mutaforma inviato da Morgana per liberare Bular e assassinare Artù.  Douxie e il suo gruppo vengono in soccorso di Artù, nonostante un bombardamento delle mura del castello abbia permesso a Bular di scappare, e uccidono la spia mutante. Alla fine, Morgana si avvicina a Gunmar e propone un'alleanza.

### Killahead (Parte 1)
Per difendere ciò che resta di Camelot, Re Artù cerca un'alleanza con i troll buoni che vivono a Dwoza e Claire cerca di ricongiungersi con il suo ragazzo.  Intanto Aarrrgh fa amicizia con Blinky, Morgana incanta la Spada delle Anime di Gunmar per controllare le menti, e Douxie e Merlino finiscono di costruire l'amuleto del Trollhunter, con Merlino che promuove Douxie al grado di Mago donandogli un bastone. Quindi, l'amuleto sceglie Cabiria come primo portatore. I troll inizialmente rifiutano Cabiria e si rifiutano di unirsi alla battaglia. Tuttavia, la battaglia per il ponte di Killahead inizia a prescindere. Nella scena finale dell'episodio, Cabiria legge una roccia con la scritta troll, tradotta "Deya".  Accettando il suo nuovo ruolo, si ribattezza Deya la Liberatrice.

### Killahead (Parte 2)
Nonostante i migliori sforzi degli eroi, Sir Lancillotto e Re Artù vengono uccisi rispettivamente da Bular e Bellroc (leader dell'Ordine Occulto) nella battaglia per il ponte di Killahead dopo che l'Ordine Occulto ha deciso di farsi conoscere e prendere parte alla carneficina di massa. Proprio quando tutto sembra perduto per gli umani, Deya guida i troll in battaglia per aiutare gli umani. Alla fine Deya attiva il ponte con l'amuleto provocando l'aspirazione di Gunmar e dei Gumm-Gumm. Allo stesso tempo, Claire, Douxie e Merlino riescono a sconfiggere Morgana, con Claire che prefigura il loro prossimo incontro nel futuro, avvenuto in "Trollhunters".

### Maghi sotto copertura
Dopo essere tornata a casa ad Arcadia nel 21º secolo e aver distrutto il liceo con l'atterraggio di fortuna di Camelot, la squadra si riunisce con gli odierni Merlino, Toby, Blinky, Aarrrgh e Archie e apprende che un tempo Luce faceva parte dell'Ordine Occulto ma poi ha disertato. Tuttavia, l'Ordine Occulto attacca e il Cavaliere Verde spinge il frammento di onice più vicino al petto di Jim Lake. Jim si sacrifica spingendo completamente il frammento nel suo petto, trasformandosi in un troll mostruoso. Come se non bastasse, Troll Jim viene reso schiavo dal Cavaliere Verde, che si scopre presto essere un Artù risorto, ora sotto l'incantesimo di Bellroc.  L'Ordine quindi prende l'Amuleto della Luce e lo distrugge in un rituale per liberare Morgana dal Regno dell'Ombra. Gli eroi attaccano per salvare Jim, ma Artù uccide Merlino e il mago lascia un libro misterioso a Claire e Douxie dicendo loro che il libro è la chiave per fermare l'Ordine.

### La tana del drago
In un flashback, apprendiamo come Merlino adottò Douxie e Archie salvandoli dalla persecuzione nelle strade di Camelot da parte di Sir Galahad. Nel presente, Archie e Douxie, insieme a Claire e Steve, piangono la morte di Merlino. Per fermare l'Ordine Occulto, Archie e Douxie fanno visita al padre di Archie, un grande drago di nome Carlo Magno il Divoratore, per aiutare a tradurre il libro di Merlino al fine di determinare la posizione dei Sigilli della Genesi. Mentre Steve e Toby chiedono aiuto a Krel Tarron per proteggere Luce, Claire entra nel regno delle ombre per cercare l'anima di Jim.
Nel frattempo, Morgana si rende conto che i suoi interessi non sono più allineati con l'Ordine Occulto e deve cercare di riparare il suo rapporto con Artù; parte per il regno delle ombre per cercare l'anima di suo fratello e liberarlo dall'influenza di Bellroc e Skrael. Morgana e Claire si aiutano a vicenda nel regno delle ombre, ma nessuna delle due riesce a salvare le anime di Artù o Jim; Artù rivela di aver riportato Morgana in vita in modo che potesse vedere lui e l'Ordine uccidere Merlino. Morgana è ora dalla parte dei Trollhunters e dei maghi di Arcadia. Alla fine, l'Ordine segue Morgana a Hex Tech, l'ultimo nascondiglio dei Trollhunters.

### Ultimo atto
Ritornato ad Arcadia, Douxie scopre che Hex Tech è stata distrutta e recupera Krel e Luce dalle macerie. Gli altri eroi sono stati rinchiusi da Bellroc e Skrael a bordo della fortezza volante dell'Ordine Occulto. Douxie rinchiude l'Ordine in un loop temporale usando i resti del Cuore di Avalon in modo da poter salvare gli altri dalla fortezza. Grazie all'aiuto di Luce li libera. Comincia dunque la battaglia finale contro l'Ordine Occulto, fuggito dal loop temporale, mentre Morgana affronta Artù e Claire, Toby, Blinky e Aarrgh cercano disperatamente di salvare l'anima di Jim. Dopo che Morgana si sacrifica per schiacciare Artù, Jim si trasforma in pietra e muore. Mentre Claire abbraccia la forma di pietra di Jim e piange, una lacrima le cade dalla guancia, atterrando sulla pietra di Jim e facendolo sgretolare. Dalle macerie emerge Jim nella sua forma umana originale, ma non ha più l'Amuleto della Luce o i poteri del Trollhunter. Essendo Artù morto, Excalibur è rimasta bloccata in una pietra. Nel frattempo, Douxie riesce a far esplodere la fortezza volante dell'Ordine Occulto, vincendo la battaglia ma rimanendo gravemente ferito. Gli spiriti di Douxie, Morgana e Merlino hanno un'ultima conversazione nella vecchia biblioteca/laboratorio di Merlino prima che Morgana e Merlino varchino una porta in una luce brillante e l'anima di Douxie ritorni nel suo corpo. Douxie giura di trascorrere il resto della sua vita a proteggere Luce e i Sigilli della Genesi. Jim e Toby cercano entrambi di rimuovere la spada dalla pietra, ma senza successo. Douxie, Archie e Luce partono sul dirigibile di Merlino mentre Jim, Claire, Toby, Steve, Blinky, Aarrrgh e Krel rimangono incaricati di proteggere Arcadia da future minacce, ma Douxie promette di tornare nel prossimo futuro.

## Personaggi
- Douxie Casperan: Voce Originale: Colin O'Donoghue; Voce Italiana: Dimitri Winter

L'apprendista di Merlino, per più di 900 anni ha eseguito gli ordini del suo maestro, proteggendo segretamente il mondo da diverse minacce magiche. Ha l'aspetto di un normale adolescente, nonostante la sua veneranda età. Spesso è esasperato dal carattere del suo maestro ma gli è affezionato come ad un padre.
- Claire Nuñez: Voce originale: Lexi Medrano; Voce italiana: Rossa Caputo

Membro dei cacciatori di Troll e fidanzata di Jim Lake. Ha viaggiato con lui a lungo, fino a quando non sono stati attaccati da un misterioso cavaliere che ha maledetto Jim con un sortilegio, avvenimento di cui Claire si incolpa, ritenendo di non aver fatto abbastanza per proteggere il suo amato. Possiede un talento naturale nel padroneggiare la magia dell'ombra.
- Merlino Ambrosius: Voce originale: David Bradley; Voce italiana: Carlo Valli

Il leggendario mago di corte di Re Artù e mentore di Douxie, nonché colui che ha costruito l'amuleto e dato inizio alla stirpe dei cacciatori di troll. Ha salvato Douxie quando era solo un giovane mago imbroglione nelle strade di Camelot e lo ha preso come suo apprendista, divenendo per lui una figura paterna.
- Morgana Le Fay: Voce originale: Lena Headey; Voce italiana: Ilaria Latini

Sorella di Artù e apprendista di Merlno, destinata a diventare la pallida signora, la maga più pericolosa del mondo. Un tempo era buona e gentile, oltre che determinata a salvaguardare le creature magiche dalla furia del fratello. In seguito è divenuta la campionessa dell'Ordine Occulto, per spazzare via l'umanità.
- Artù Pendragon: Voce originale: James Faulkner; Voce italiana: Francesco Prando

Il leggendario Re Artù, ormai lontano dal nobile guerriero che era un tempo. Dopo aver perso la sua amata regina Ginevra, a causa dell'attacco di pericolose creature magiche, è divenuto sempre più paranoico e diffidente nei confronti del mondo magico, dichiarando guerra ai troll e a qualunque altra creatura nata dalla magia, causando una rottura permanente con sua sorella.
- Steve Palchuk[2]: Voce originale Steven Yeun; Voce italiana: Emanuele Ruzza

Ex-compagno di classe di Jim Lake (nonché membro degli ammazza mostri), con comportamenti da bullo. Nonostante continui a comportarsi come uno sbruffone, è cambiato da molto tempo, diventando più coraggioso e leale. Una volta giunto a Camelot, viene preso sotto l'ala di Sir Lancillotto che deciderà di addestrarlo come cavaliere. Otterrà anche un'ascia ricavata da un dente della Dama del Lago che Lancillotto battezzerà per lui: Mal di Denti.
- Archie: Voce Originale: Alfred Molina; Voce italiana: Stefano Benassi

Il famiglio di Douxie. Ha l'aspetto di un gatto nero ma in realtà è un drago con la capacità di mutare forma. Ha accompagnato il suo padrone per secoli, aiutandolo nel compito di protettore del mondo umano e magico. Spesso può sembrare sarcastico e critico, nei confronti di Douxie ma in realtà tiene molto a lui e lo considera come uno di famiglia. 
- Galahad: Voce originale: John Rhys-Davies; Voce italiana: Dario Oppido

Anziano cavaliere della tavola rotonda, grande amico di Lancillotto e Merlino nonché gran bevitore. Dopo la battaglia di Killahead rimarrà al castello volante di Camelot come custode, riuscendo a sopravvivere per 900 anni.
- Lancillotto: Voce originale: Rupert Penry-Jones

Il più nobile dei cavalieri della tavola rotonda di Re Artù. Per molti versi simile a Steve che deciderà di addestrare come cavaliere.
- Jim Lake Jr.: Voce originale: Emile Hirsch; Voce italiana: Flavio Aquilone

Protagonista di Trollhunters Cacciatore di Troll di Merlino, trasformato in un mezzo troll dalla magia stessa del mago. A causa di un maleficio lanciatogli dal misterioso Cavaliere Verde, un frammento di onice gli si è conficcato nel petto e si sta lentamente facendo strada nel suo cuore. 
- Blinkous "Blinky" Galadrigal: Voce originale: Kelsey Grammer; Voce Italiana: Massimo Rossi

Un troll a sei occhi e mentore di Jim. È la mente dei Cacciatori di Troll. Nella Camelot del passato verrà raccontato l'inizio della sua amicizia con AAARRRGGHH!!!.
- Dictatious Galadrigal: Voce originale: Mark Hamill; Voce italiana: Angelo Maggi

Fratello di Blinky. Sembrerà perire nella battaglia di Killahead, in realtà finirà nelle terre oscure con Gunmar e gli giurerà fedeltà, divenendone il consigliere.
- Cabiria la Calamità: Voce originale: Stephanie Beatriz; Voce Italiana: Joy Saltarelli

Troll femmina, il suo villaggio venne distrutto dalle truppe di Artù quando era solo una ragazzina. Venne risparmiata (per ragioni sconosciute) ma non ebbe mai modo di conoscere il suo vero nome. Si presume che in seguito abbia causato un mucchio di problemi in vari insediamenti dei troll, inducendo i suoi simili a guardarla dall'alto verso il basso e come un'estranea sgradita alla loro presenza. Aiuterà Jim a fuggire dalle prigioni di Artù e fra i due nascerà una grande amicizia.
- Nimue la Dama del Lago: Voce originale: Stephanie Beatriz; Voce italiana: Rossella Izzo

Un'antica entità magica che ha creato la leggendaria spada benedetta Excalibur per Merlino, prima che questi la bandisse per sempre all'interno della sua caverna. Il suo aspetto è quello di un gigantesco mostro marino, sebbene ai mortali si presenti solitamente come una creatura angelica e luminosa.
- Luce: Voce originale: Angel Lin

Potente creatura magica, custode della natura. È un ex-membro dell'Ordine Occulto e sorella di Bellroc e Skrael. Luce, insieme ai suoi fratelli, fondò l'Ordine Occulto per mantenere l'equilibrio tra il mondo mortale e quello magico. Nel tempo, tuttavia, ella considerò le loro azioni distruttive, nonché di dolore, sia per gli umani che per le creature magiche. Decise così di rinnegarli, trovando rifugio a Camelot.
- Gunmar: Voce originale: Clancy Brown; Voce italiana: Francesco De Francesco, (Ep. 2-4) Roberto Draghetti (Ep. 5-6-7)

Antagonista principale di Trollhunters e re dei Gumm-Gumm (i troll oscuri), ucciso da Jim Lake Jr. nella battaglia finale ad Arcadia. Gli eroi di Arcadia lo ritrovano ancora vivo nella Camelot del passato, quando dichiarò guerra a Re Artù e a chiunque non fosse dalla sua parte, inclusi i troll.
- Bular: Voce originale: Darin De Paul; ; Voce Italiana: Alessandro Ballico

Il figlio di Gunmar e principe dei Gumm-Gumm, anch'egli ucciso da Jim. Nella Camelot del passato, lotta al fianco di suo padre per distruggere Camelot ma durante la battaglia di Killahead, verrà separato dal resto dei Gumm-Gumm e riuscirà a scampare alle Terre oscure.
- Krel Tarron: Voce originale: Diego Luna; Voce italiana: Alex Polidori

Uno dei protagonisti di 3 in mezzo a noi. Principe alieno proveniente da Akiridion-5 e genio della scienza. Si unirà agli eroi di Arcadia per combattere l'Ordine Occulto. 
- Bellroc: Voci originali: Piotr Michael (maschile), Kay Bess (femminile); Voci italiane: Alessandro Budroni (maschile), Roberta Pellini (femminile)

Potente essere magico appartenente all'Ordine Occulto, Custode della Fiamma. Nacque molti eoni fa, per mantenere l'equilibrio tra il mondo della magia e quello mortali per molte migliaia di anni. Quando i membri dell'Ordine rimasero disillusi a causa della violenza degli umani verso le creature magiche, iniziarono a elaborare diversi piani per distruggere l'umanità per sempre. È una creatura androgina, nella quale sembrano vivere due esseri distinti. Ciò si evince anche dalla sua voce mutevole che passa continuamente da maschile a femminile.
- Skrael: Voce originale: Piotr Michael; Voce italiana: Franco Mannella

Membro dell'Ordine Occulto, controlla i poteri del Vento del Nord. Assieme ai suoi fratelli, si prefissò l'obiettivo di mantenere l'equilibrio tra il regno della magia e quello dei mortali. Tuttavia, Skrael rimase amareggiato quando l'umanità iniziò a combattere la magia e a mettere a dura prova l'equilibrio del mondo decidendo così di porvi, rimedio attraverso le azioni crudeli dell'Ordine.
- Tobias "Toby" Domzalski: Voce originale: Charlie Saxton; Voce italiana: Gabriele Patriarca

Membro dei cacciatori di Troll e migliore amico di Jim.
- AAARRRGGHH!!!: Voce originale: Fred Tatasciore; Voce Italiana: Roberto Draghetti

Un troll corpulento e fedele amico di Jim, Toby e Blinky. Un tempo era un feroce assassino, generale dell'Armata dei Gumm-Gumm. Grazie a Blinky, abbandonò Gunmar per vivere una vita di pace, continuando comunque a combattere per proteggere coloro a cui tiene.
- Carlo Magno il Divoratore: Voce originale: Brian Blessed; Voce italiana: Pasquale Anselmo

Un drago leggendario, vecchio amico di Merlino e padre di Archie. Le leggende lo descrivono come un drago feroce e sanguinario, al contrario è una creatura gentile e premurosa, nonché estremamente protettivo e amorevole con il figlio Archie (che spesso mette in imbarazzo).
- Vendel: Voce originale: Victor Raider-Wexler; Voce italiana: Stefano De Sando

Leader dei troll di Dwoza, nei pressi di Camelot, secoli più tardi diventerà l'anziano del Mercato dei Troll di Earthstone e prezioso alleato dei Cacciatori di Troll.

## Distribuzione
Alcuni personaggi presentano nomi differenti nella versione italiana rispetto a quella originale, il nome originale di Luce è infatti Nari, mentre quello di Cabiria è Callista.